# Villabuurt (Groningen)
De Villabuurt, ook Villapark genoemd, in de stad Groningen ligt ten zuiden van de wijk Helpman ter weerszijden van de Verlengde Hereweg. In de indeling van het Centraal Bureau voor de Statistiek wordt de Villabuurt aan de noordzijde begrensd door de Van Ketwich Verschuurlaan en de Goeman Borgesiuslaan, aan de westkant door de wijk De Wijert-Zuid en in het zuiden door de plaats Haren. Zoals de naam doet vermoeden, staan in deze ruim opgezette, groene wijk vooral villa's. In de Villabuurt, die vanaf de jaren dertig is aangelegd, woonden in 2010 ruim 1500 personen. De wijk heeft geen voorzieningen. Het gedeelte van de Villabuurt dat langs de Verlengde Hereweg ligt, is aangewezen als beschermd stadsgezicht.

## Fotogalerij

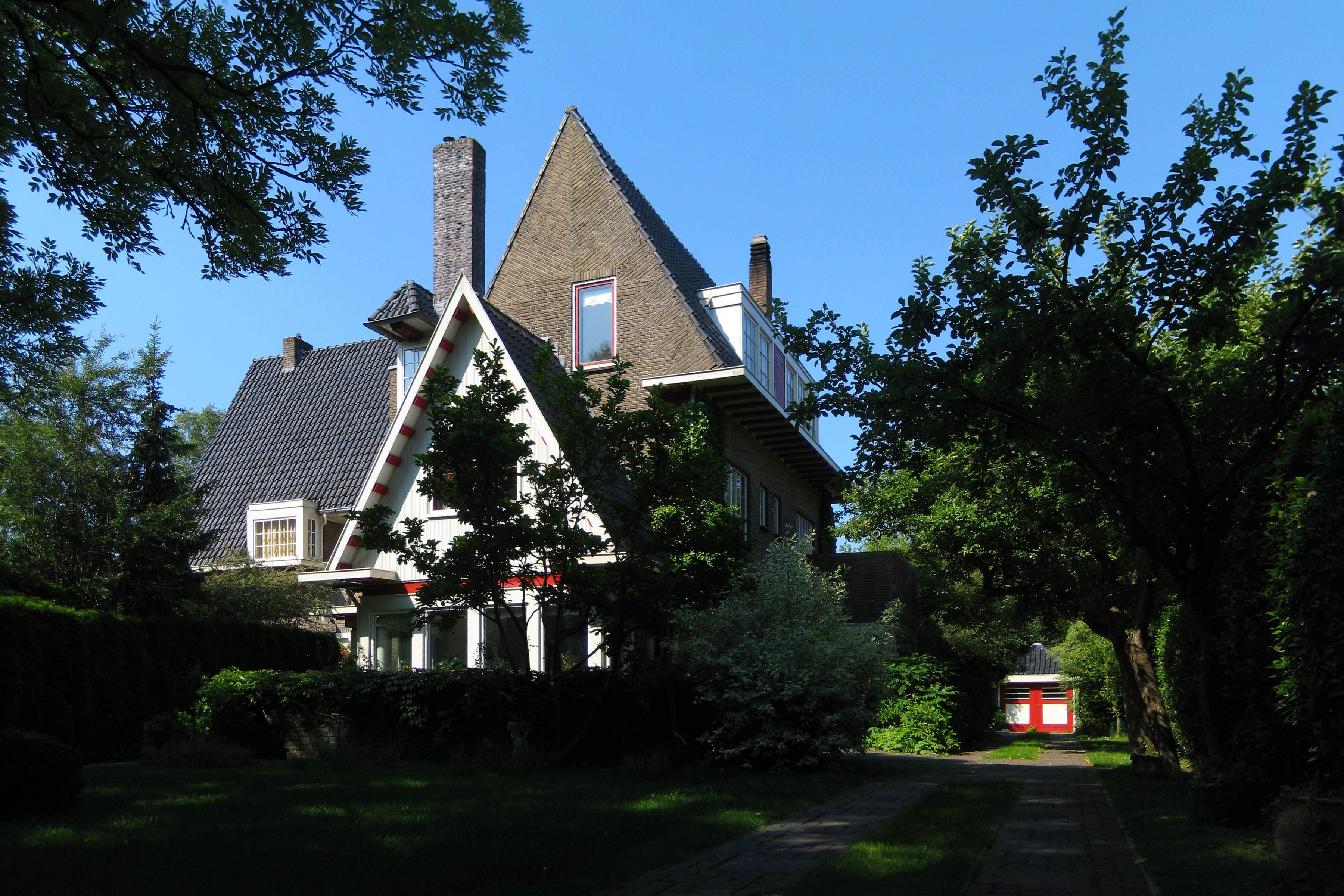
Hoek Hondsruglaan-Quintuslaan
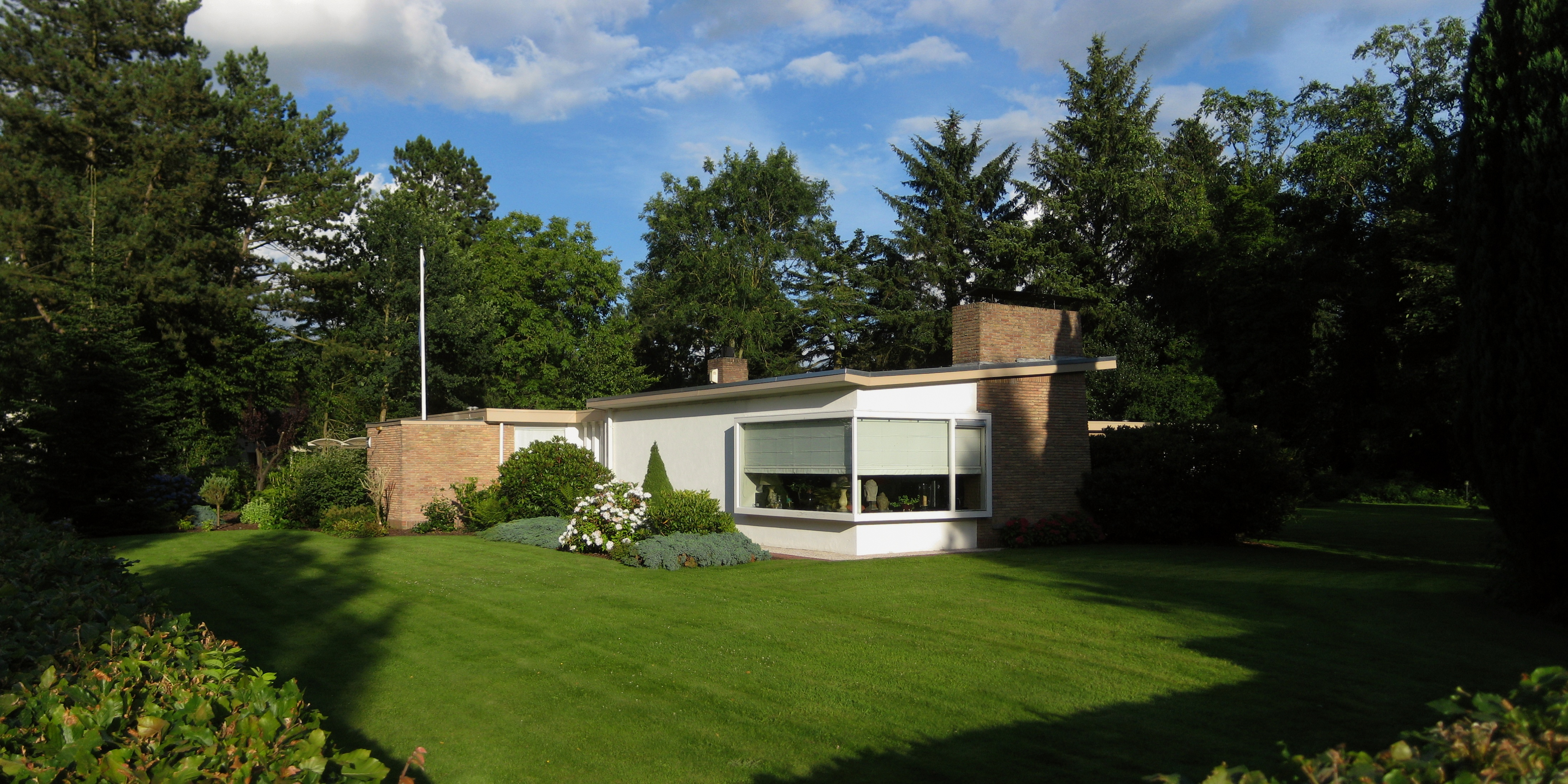
Kamplaan
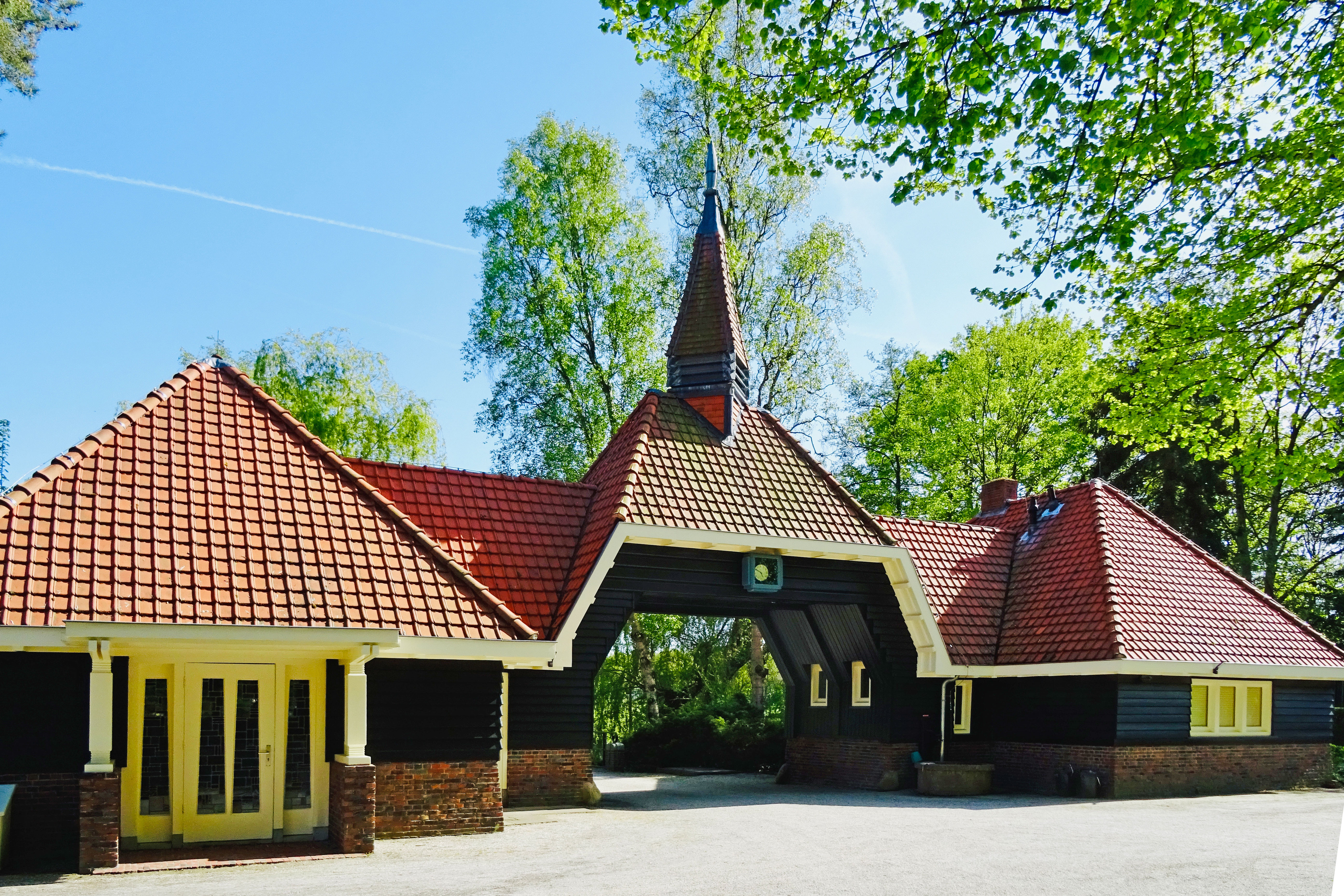
Begraafplaats Esserveld
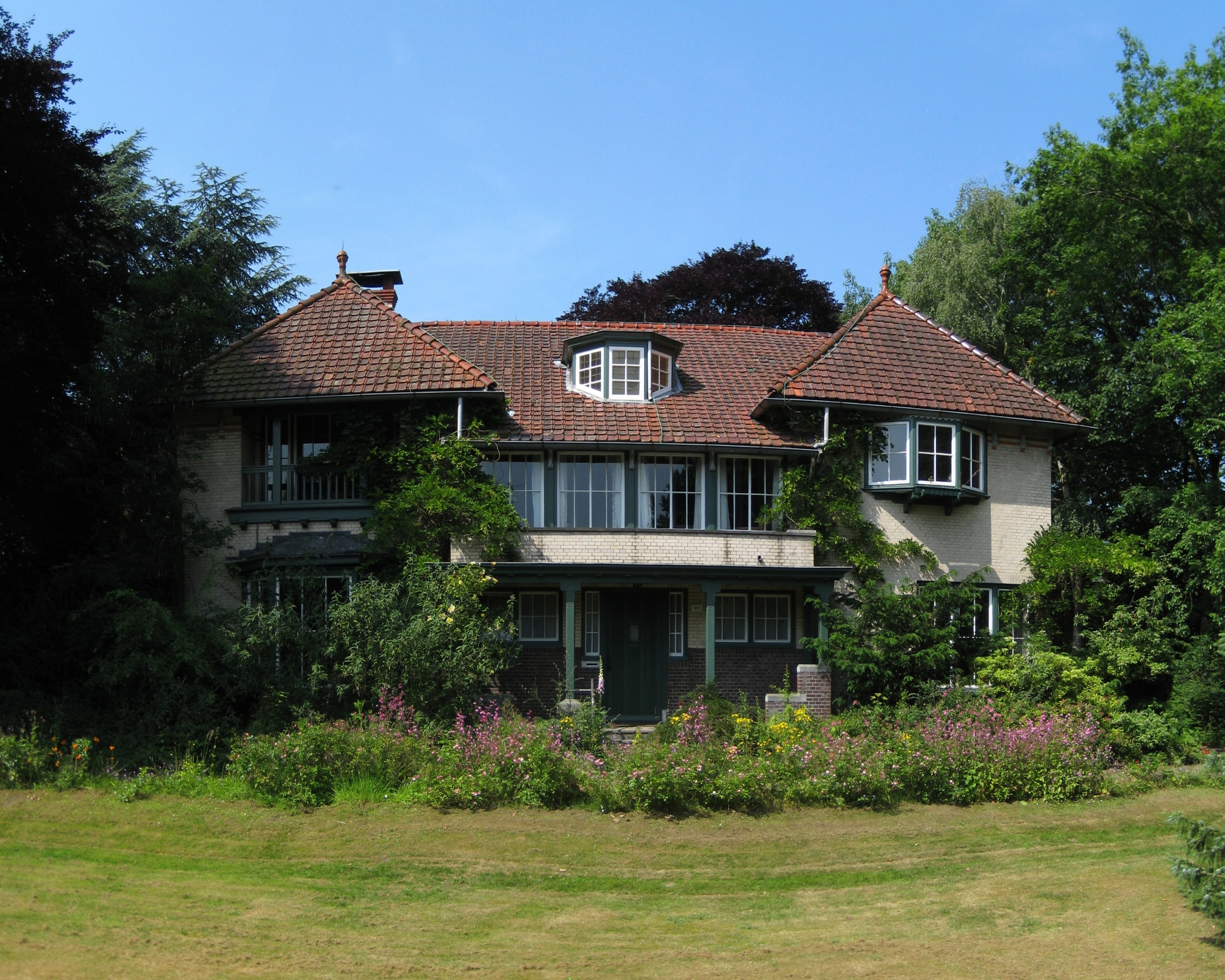
Klein Toornvliet aan de Verlengde Hereweg

1. ↑  Inclusief het A-kwartier, Academiekwartier, Bisschopskwartier en Ebbingekluft
2. ↑  Inclusief Ruskenveen
3. ↑  Euvelgunne en Roodehaan zijn onderdeel van de MEER-dorpen, maar vallen onder de wijk Zuidoost
4. ↑  Inclusief de subbuurten De Wierden (waaronder het bouwblok Heemwerd), Rietlanden en Reitdiephaven
5. ↑  Voorheen Korrewegwijk genoemd
6. ↑  Voorheen Korrewegbuurt genoemd

## Overig
De Villabuurt is opgesplitst in 2 delen, de Villabuurt-West, ten westen van de Verlengde Hereweg, en de Villabuurt-Oost, ten oosten van de Verlengde Hereweg. De Villabuurt-Oost is groter, en staat bekend om zijn grote hoeveelheden bungalows. De Villabuurt-West daarentegen heeft juist veel grotere villa’s.